# Dějiny Arménie

Státní znak Arménské republiky

Dějiny Arménie jsou dějinami území současné Arménské republiky, ale také arménského národa, jehož etnogeneze je předmětem diskusí a legend (pověst o praotci Haykovi), nicméně zhruba od 9. století př. n. l. je spjatá právě s dnešním arménským územím, obecněji pak s oblastí Zakavkazska. Dějiny arménského národa jsou ovšem také dějinami diaspory, ba dokonce založení jednoho „exilového státu“ u pobřeží Středozemního moře (Arménské království v Kilíkii). Dějiny Arménie jsou také dějinami průsečíku vlivů mocných říší a bloků (Peršanů, Arabů, Říma, Byzance, Ruska), na nichž si malý národ urputně snaží uchovat nezávislost kulturní i politickou.
Zakavkazsko bylo ve starověku velmi kulturní oblastí, rozvinuly se zde prastaré říše, například Chetitská. S dějinami Arménů souvisí zejména říše Urartu z 8.–6. století př. n. l. Arméni za svůj první stát považují Arménské království, které se roku 321 př. n. l. vymanilo z vlivu Peršanů (Achaimenovců) a osamostatnilo se. Nastal první zlatý věk arménských dějin, v němž bylo přijato křesťanství jako státní náboženství (jakožto v prvním státě na světě), byla založena první národní křesťanská církev světa (dodnes existující a formující arménskou národní identitu), Tigranés Veliký dal Arménům ochutnat na chvíli osud regionální velmoci a kněz Mesrop Maštoc vytvořil unikátní abecedu, jíž se arménská kultura dodnes odlišuje od ostatních.
Poté následovala období nadvlády perské, byzantské a arabské, aby se z nich Arménie znovu vymanila za vlády dynastie Bagratuni v letech 884–1045, v tomto druhém zlatém věku arménských dějin. Nově postavené hlavní město Ani pařilo k nejvelkolepějším a největším sídlům raného středověku, ale tak jako Tigranův Tigranakert bylo i Ani nakonec zcela rozvráceno a zbyly z něj jen ruiny. Bagratovskou Arménii pohltila nejprve Byzanc a posléze Seldžučtí Turci, před nimiž uprchla z Arménie obrovská migrační vlna, která se usadila na byzantském území v Kilíkii, kde si posléze založila vlastní stát, který existoval od 11. do 14. století a sehrál značnou úlohu při podpoře křížových výprav do Svaté země. Původní arménské území pak trpělo přetahováním Byzantinců, Peršanů a Osmanů (Turků) o nadvládu, přičemž perské dynastie tahaly většinou za delší konec a území ovládaly až do 18. století, kdy ho postupně ovládli Rusové. Pod ruskou nadvládou se zformovala moderní arménská politika, problém však byl, že velká část Arménů žila na územích ovládaných Osmany, kteří nedokázali čelit tlaku evropských mocností a od druhé poloviny 19. století od nich dostávali potupné vojenské lekce. Malá křesťanská menšina na tureckém území se tak stala hromosvodem. Výsledkem byly nejprve ojedinělé masakry a za první světové války pak systematická arménská genocida, vyhlazení 1,5 milionu Arménů na tureckých územích.
Po válce, v letech 1918–1920, existovala krátce nezávislá Arménská republika (tzv. první republika), ovšem ve svěráku dvou velmocí – kemalovského Turecka a sovětského Ruska si dlouho nezávislost uchovat nemohla. Arméni zvolili integraci do sovětské říše, která je mohla v tu chvíli jediná ochránit před tureckou územní lačností a etnickou nenávistí. Součástí Sovětského svazu byla Arménie až do roku 1991, kdy vyhlásila nezávislost. I ta je ale zatížena etnickými, územními, ba geopolitickými spory, které mají hluboké kořeny a souvisí s komplikovanými kavkazskými dějinami. I kvůli nim dnes v Arménii převládá znovu spíše ruský geopolitický vliv, neboť s okolními zeměmi (muslimský Ázerbájdžán podporovaný jinými muslimskými mocnostmi v oblasti) má vztahy nepřátelské. Druhá arménská republika se však snaží udržovat dobré vztahy i se zeměmi Evropské unie, s nimiž cítí spřízněnost kulturní a náboženskou.

## Starší historie

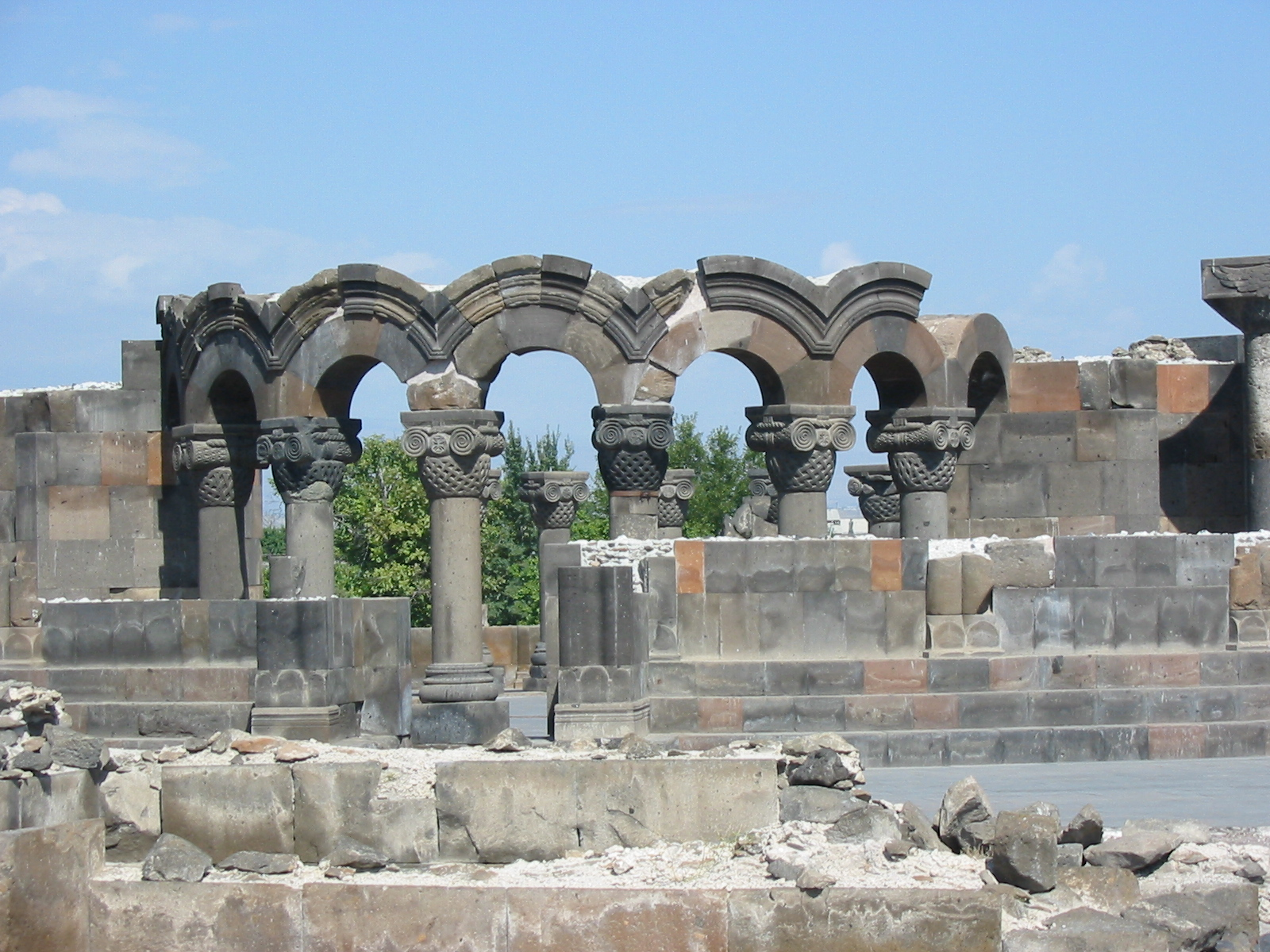
Zříceniny starověkého arménského města Zvarthnoc

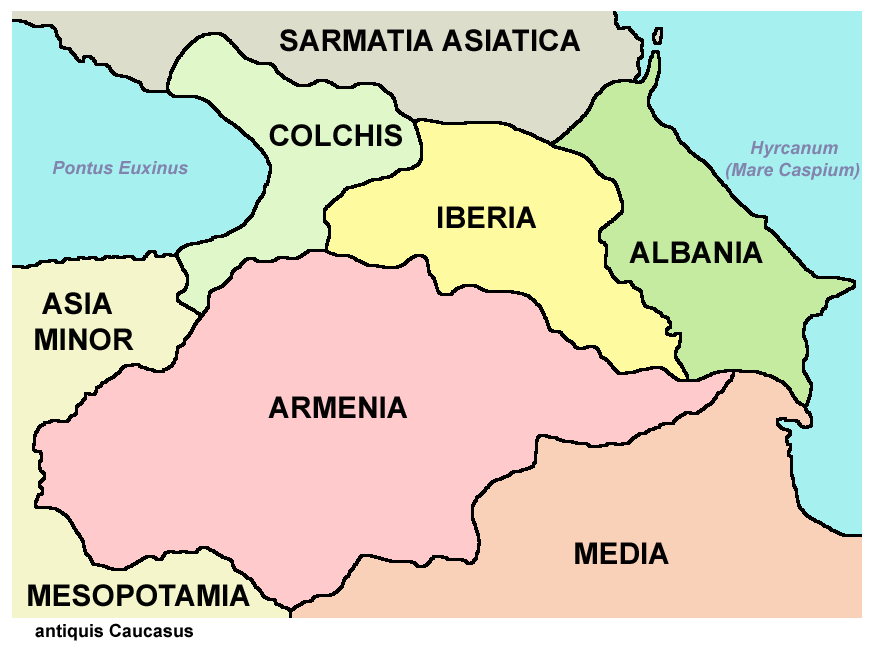
Starověký Kavkaz

Území dnešní Arménie bylo lidmi osídleno před 325 000 lety. Nejstarší definovanou kulturou na území dnešní Arménie je kultura Šulaveri-Šomu (6000 let př. n. l.), následovala kultura kuro-arakská, existující v letech 4000–2000 př. n. l. Archeologický výzkum z let 2010–2011 přisoudil těmto kulturám nejstarší známou koženou botu, sukni a nejstarší vinařské zařízení na světě. Vše bylo objeveno v jeskyních nedaleko obce Areni na jihu Arménie. Ve 3.–2. tisíciletí archeologové rozpoznávají tzv. trialetskou kulturu, možná tvořenou indoevropskými kmeny. Před příchodem arménských kmenů území ovládali ještě Chetité, zasahovalo do něj království Mitanni, konfederace Hajasa-Azzi či království Nairi. V něm už možná část obyvatelstva arménská byla. Původ Arménů je však nejasný. Podle Herodota přišli do oblasti kolem hory Ararat a jezera Van někdy v 9.–7. století př. n. l.
Prvním státním útvarem, na němž se etničtí předci současných Arménů jistě podíleli, bylo království Urartu. Existovalo mezi lety 860–585 př. n. l. (pojem Urartu je patrně asyrský, souvisí s babylónským označením uruatri, sami urarťané říkali své říši Biainili, Hebrejci jí říkali Ararat). Sídlo mělo království na území dnešního Turecka (dnešní Van), ale byl to urartský král Argišti I. (vládl 785–765 př. n. l.), který při svých výbojích překročil řeku Araxés a podmanil si Zakavkazsko. Založil zde město Erebuni (dnešní Jerevan), do kterého pak přemístil obyvatele z obsazených měst z povodí Eufratu. Mnoho urartských památek bylo nalezeno též v arménském městě Sevan. Vrchol územní expanze Urartu zažilo za krále Sarduri II., za jehož vlády sahalo na severu až téměř k Černému moři, na západě k pramenům Eufratu, na východě až k současnému Tabrízu a na jihu až k prameni Tigridu. Říši Urartu rozvrátili patrně Médové. Xenofón zapsal, že „Arménie byla poprvé dobyta až médským králem Astyagem“. Strabón podobně, že „Ve starých dobách, poté, co rozbila říši Syřanů, vládla Velká Arménie celé Asii až do časů Astyaga, kdy se musela podrobit větší moci“. Erebuni Médové dobyli roku 585 př. n. l.
Po pádu Urartu území dnešní Arménie ovládala Médská říše a Skytové. Později se dostalo pod kontrolu Achaimenovské říše (zvané též První perská říše), která zde vybudovala satrapii, kterou nazvala Armina. K moci zde dosadila Orontskou dynastii, patrně íránského původu, která si nejspíše získala vliv již v éře Médů. Prvním (ovšem legendárním) orontským panovníkem Arménie byl Orontes I. Sakavakjats (vládl 570–560 př. n. l.). Je známo, že roku 521 př. n. l. proběhla arménská vzpoura proti perské nadvládě, kterou potlačil perský král Dareios I. Roku 331 př. n. l. Achaimenovská říše padla, poté, co byla v bitvě u Gaugamél rozdrcena Alexandrem Velikým. Alexandr poslal do Arménie generála Neoptolema, aby zde zřídil vojenskou správu. Když generál roku 321 př. n. l. odešel, vzniklo mocenské vakuum. Orontská dynastie se vrátila k moci, bývalá satrapie se osamostatnila a vzniklo tak Arménské království, státní útvar, s nímž je především spjata identita současných Arménů. Prvním králem nezávislého království byl Orontes III.

## Arménské království
Arménské království, někdy zvané Velká Arménie, existovalo v letech 321 př. n. l. až 428. Vládly v něm tři dynastie: orontská (321–200 př. n. l.), artašesidská (189 př. n. l. – 12) a arsakovská (52–428). Pod tlakem Seleukovské říše bylo království rozděleno na dvě části – Armenia Maior a Sofene. Ve chvíli, kdy převládl imperiální vliv římský, začalo se Arménii dýchat lépe.

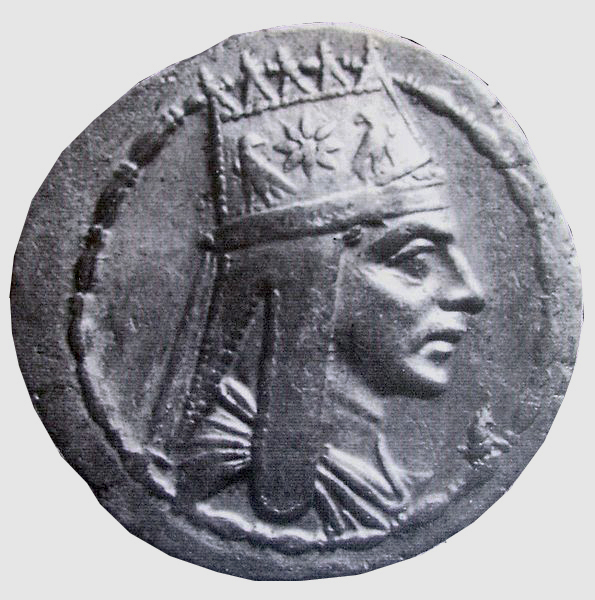
Tigranés Veliký na minci

Za Tigrana Velikého (83–69 př. n. l.) dosáhlo království svého vrcholu, když nejprve znovu získalo Sofene a pak začalo dobývat další území upadající Seleukovské říše. Načas se stalo nejmocnějším státem na východ od Říma, ba impériem. V době největší územní expanze pod Tigranovou vládou sahalo arménské království od Středozemního ke Kaspickému moři a na severu takřka až k moři Černému. Od té doby Arménci užívají úsloví „Arménie od moře k moři“ (Tsovits tsov Hayastan). Po vrcholu úspěšné expanze nechal Tigranés postavit nové, výstavní královské město, Tigranakert. Staré hlavní město Artašat totiž leželo nyní příliš na severu nové říše, nové mělo být v jejím středu. O jeho přesném umístění se však archeologové přou, město bylo totiž zcela rozvráceno a ztraceno. Bylo prý postaveno v helénském stylu a na dvoře se mluvilo řecky, Tigranes byl klíčovým reprezentantem pokusů o helenizaci Kavkazu (kulturní, nikoli politickou). I z tohoto důvodu (krom důvodů taktických) se Tigranes vždy bránil konfliktu s Římem. Když se Řím dostal do války s Pontem, snažil se Tigranes zachovat neutralitu, ačkoli Pontu vládl jeho zeť Mithridatés VI. Pontský. Když však byl Mithridatés poražen, nezbývalo Tigranovi než mu poskytnout azyl, čímž se odsoudil k válce s Římem. Roku 69 př. n. l. římská vojska pod vedením vojevůdce Luculla Arménii napadla. Tigranés byl 6. října poražen u Tigranakertu. Musel z města uprchnout, záhy je opustili i jeho obyvatelé a město bylo srovnáno se zemí. Tigranes se úchýlil do Artašatu, avšak když k němu přitáhl jiný římský vojevůdce Pompeius, raději se Tigranes vzdal, aby město ušetřil osudu Tigranakertu.
Pak království fungovalo jako římský klient, a to až do roku 12, kdy Římané královskou rodinu sesadili v obavě, aby se Arménie nestala spojencem Parthské říše, nového velkého konkurenta Říma. Nakonec právě Parthové dosadili roku 52 novou dynastii, arsakovskou, prvním jejím členem na arménském trůně se stal Tiridates I. Arménská šlechta pak byla rozdělena na prořímskou a proparthskou a země byla zmítána mezi dvěma mocnostmi, což vedlo i k tomu, že se nakrátko (114–118) stala římskou provincií. Situace se příliš nezměnila ani s velkými změnami na západě a na jihu, jen staré mocnosti byly nahrazeny novými – Východořímskou říší a Sásánovskou říší. Arménie byla znovu nárazníkem mezi nimi a musela střídat vazalství k těmto říším podle okolností. Taktika však nepomohla, střet Byzance a Sásánovců nakonec Arménii rozerval a vznikla byzantská Arménie (387) a perská Arménie (428).

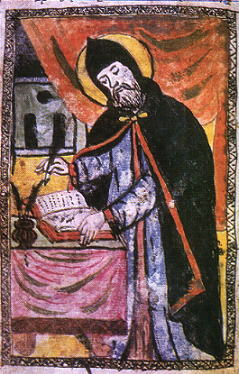
Mesrop Maštoc

Zajímavým rysem Arménského království byla ovšem náboženská situace. V království nejprve převládal zoroastrismus (zřejmě přinesený původní dynastií z Íránu). Roku 301 však král Tiridates III. vyhlásil křesťanství za státní náboženství. Arménie se tak stala prvním státem světa, který tak učinil, patnáct let předtím, než to udělal císař Konstantin I. v Římě. Zásadní roli v tom sehrál Řehoř Osvětitel, který založil Arménskou apoštolskou církev. Arménští křesťané se do prvního nikajského koncilu vyvíjeli v těsné součinnosti s jinými křesťanskými centry, pak však byli izolováni, a proto se věroučně odlišují od pravoslavné i katolické církve. Arménská církev, nejstarší národní křesťanská církev světa, je stále rozhodující silou arménské národní identity – v Arménii se k ní dnes hlásí 95 % obyvatelstva. I zoroastrismus se však na území Arménie udržel (na západě země, mezi Kurdy). K osobitosti arménské kultury přispívá i unikátní, jiným národem nesdílená abeceda, kterou roku 405 vytvořil kněz a vzdělanec Mesrop Maštoc.

## Perská, byzantská a arabská nadvláda

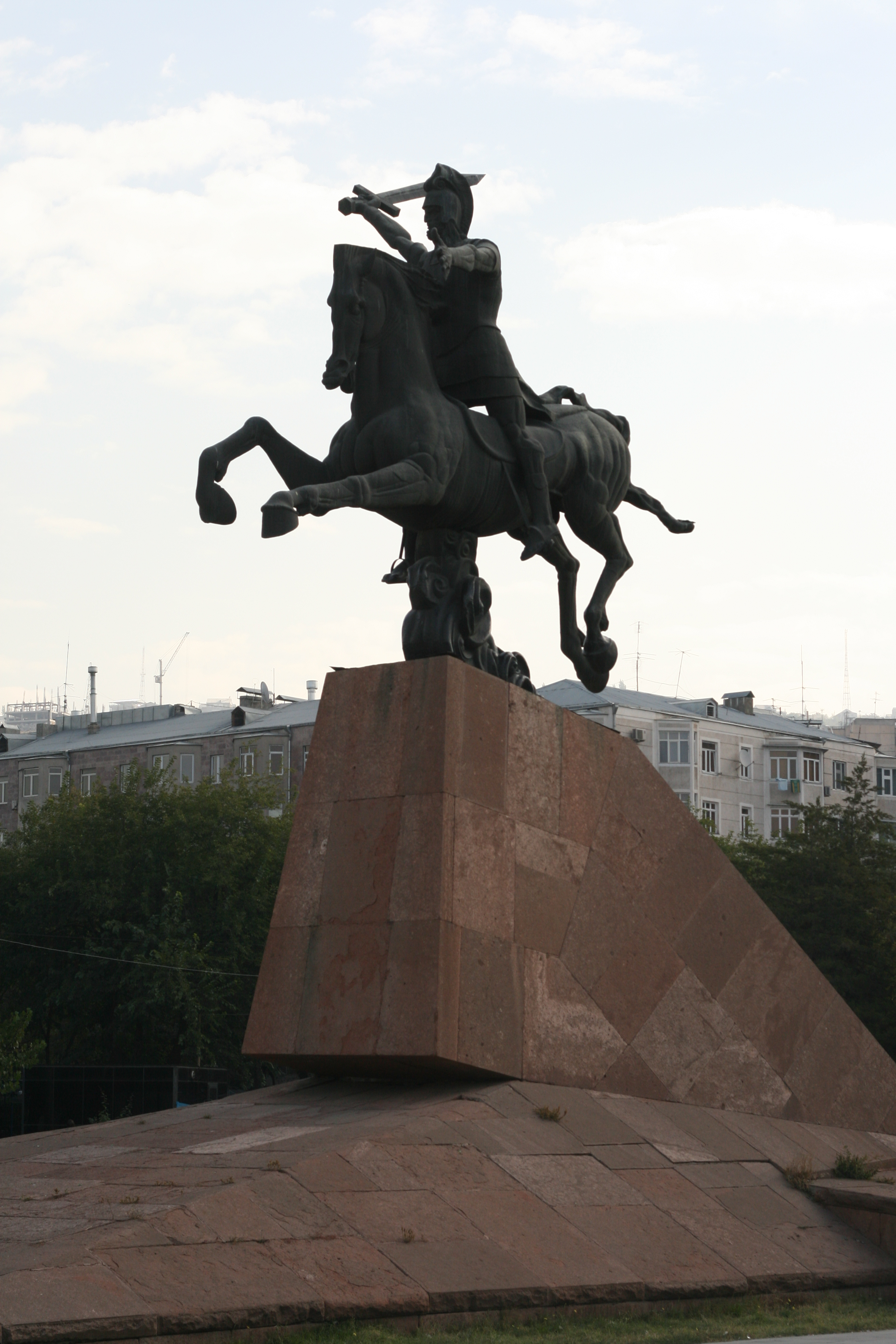
Socha Vardana Mamikonjana v Jerevanu

Východní Arménie byla ovládnuta Peršany. Roku 428 zrušili systém klientských králů a učinili z východní Arménie pouhou provincii své říše. Střet s novými vládci přišel poté, co se šáh Jazdkart II., velmi nesnášenlivý ke křesťanům a židům, pokusil v perské části Arménie znovu zavést zoroastrismus. To vedlo roku 450 ke vzpouře vedené Vartanem Mamikonjanem. Jeho šedesátitisícové rebelské vojsko, tvořené převážně rolníky, bylo v roce 451 rozdrceno perskou dvousettisícovou armádou v bitvě u Avarayru. Arméni se nicméně poté uchýlili k partyzánské válce, takže roku 484 perský král Valgaš podepsal s Armény smlouvu v Nvarsaku, která jim zaručovala, že mohou svobodně vyznávat křesťanství. Valgaš se k tomuto kroku odhodlal nikoli díky své toleranci, ale protože Persie byla velmi oslabená po prohrané válce s Hefthality.
Západní Arménie byla pod kontrolou Byzantské říše. Byzantská Arménie existovala v letech 387–536. Jádro arménské církve zůstalo paradoxně v perské části, takže se přestala zúčastňovat koncilů a nesplynula s byzantskou, ortodoxní církví. Arméni se díky společné víře nicméně měli šanci účastnit byzantského společenského a politického života, někteří to dotáhli dokonce na císařský trůn – Armény byli například císaři Herakleios nebo Basileios I. Arméni se také od 5. století stali hlavní složkou byzantské armády. Byli považováni za obzvlášť spolehlivé, proto z nich byla tvořena stráž v císařském paláci. Arméni se v byzantské armádě také setkali se severoevropskými Vikingy a byli jimi kulturně ovlivněni. Arméni s gustem bojovali v řadách byzantské armády i proti Peršanům, s cílem osvobodit své souvěrce z perské Arménie. To se nakonec podařilo roku 591, kdy Byzanc Peršany definitivně porazila a ovládla většinu arménského území. Byzantský císař Maurikios pak podpořil chalcedonskou frakci uvnitř Arménské apoštolské církve, aby došlo ke sblížení s byzantskou ortodoxií.
Roku 645 však Arménii dobyli Arabové a učinili z ní provincii chalífátu pod názvem Arminiya. Vyšší míru suverenity Arménie znovu získala až v 80. letech 9. století, pod vládou dynastie Bagratuni.

## Bagratovská Arménie

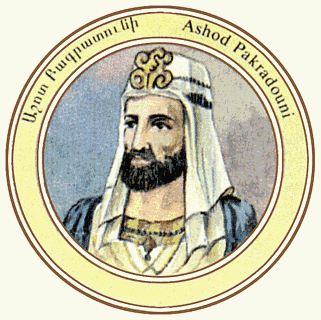
Král Ašot I.

Bagratovská Arménie existovala zhruba v letech 884–1045 a jde o druhé velké období arménských dějin, o němž arménská historiografie hovoří jako o „druhém zlatém věku“. Zakladatelem země byl Ašot I., zvaný též Ašot Veliký, který vládl v letech 884–890. Ašot využil oslabení dvou velkých mocností, Byzance a Arábie. Šikovnou taktikou využívající rivality obou říší, kombinovanou s rostoucí vojenskou silou, dosáhl nakonec toho, že obě přijaly Arménii jako nárazníkový pás mezi sebou a přidělily jí vyšší míru nezávislosti, aby si ji získali na svou stranu. Za klíčový průlom historici považují, když Arabové Ašota roku 884 uznali za krále (brzy následováni Byzantinci). Jeho vláda byla ovšem delší, již roku 862 mu udělili titul „princ princů“. Za své sídlo si zvolil pevnost Bagaran. Nakonec se stal spojencem spíše Byzance, ale udržoval dobré, zejména obchodní vztahy i s Araby. Svou autoritu rozšířil i za hranice Arménie, když ovládl Gruzii, Kavkazskou Albánii a několik arabských emirátů.
Jeho syn a nástupce Smbat I. vybojoval na Arabech 21. dubna 892 historické město Dvin, což však vedlo k dlouhé válce, která skončila tím, že Arabové Arménii vyplenili a roku 914 zajali a umučili i krále Smbata I. Jeho bezhlavé na kříž přibité tělo pak vystavili ve Dvinu. Arabové předtím nechali vytvořit i alternativní arménské království Vaspurakan v čele s jedním z lokálních nespokojenců Gagikem Artsrunim, ale když Gagik viděl arabské krutosti, postavil se nakonec proti nim. To a pomoc byzantské císařovny Zoe vedlo k tomu, že byli muslimové z Arménie nakonec přece jen vytlačeni a království si zachránilo suverenitu.
Do jeho čela se postavil Ašot II. Toho nakonec v roce 919 uznali i Arabové. Byzanc i Arábie provedly ještě několik vpádů, avšak Ašot II. vždy odolal, čímž si vysloužil přízvisko Jerkat (Železný). Měl však i štěstí v tom, že Byzanc začala být zaneprázdněna boji v Sýrii a chalífát nástupnickými boji v Ázerbájdžánu. Z toho pak těžil především Ašotův nástupce Abas I. (vládl 928–953), který přinesl zemi éru klidu a prosperity. Novým hlavním městem učinil Kars.

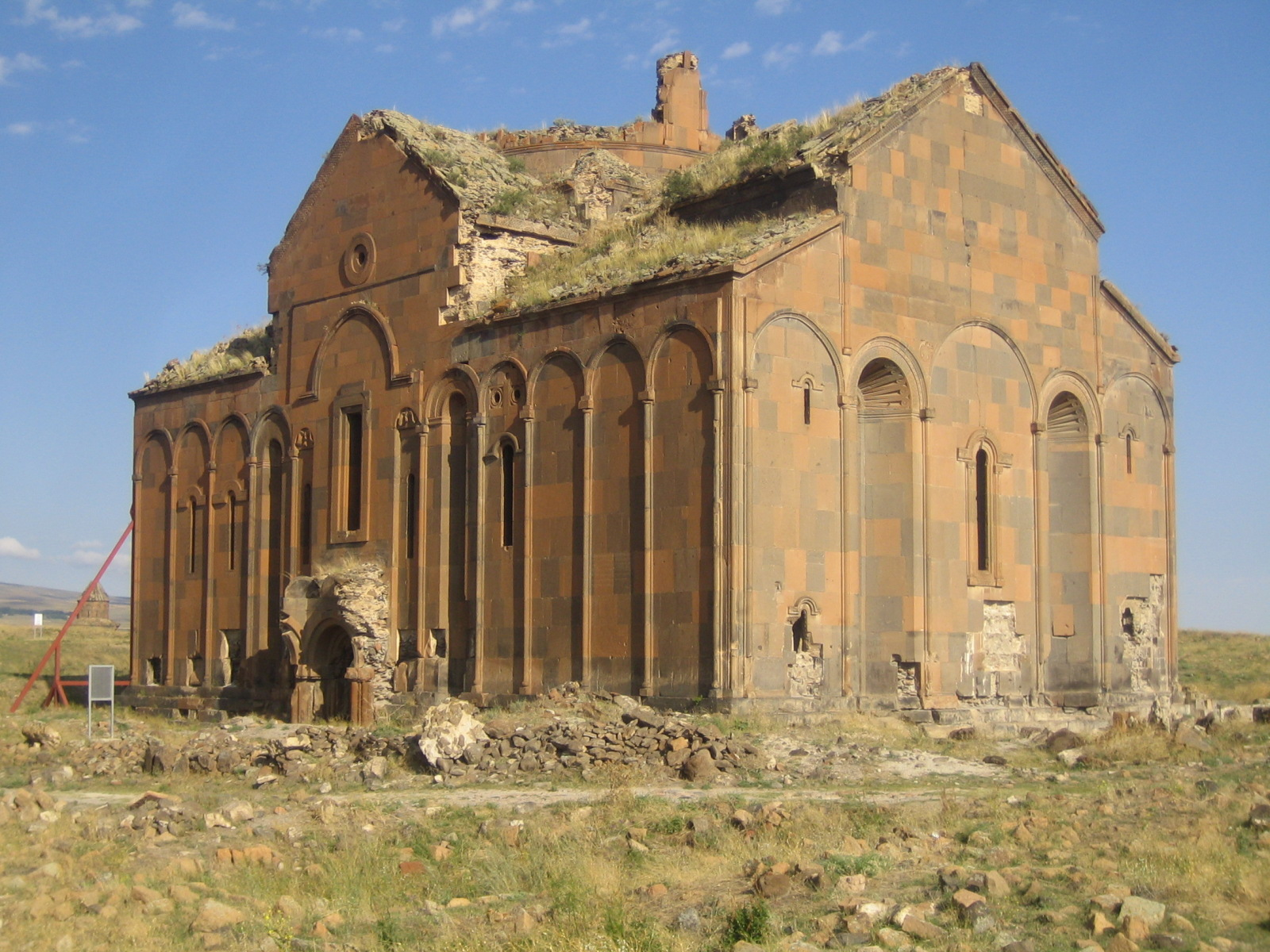
Ruina katedrály v Ani

Jeho syn Ašot III. (vládl 953–977) pak nechal postavit nové hlavní město Ani, ležící na dnešních hranicích Arménie a Turecka, na důležité obchodní cestě. Hlavním městem Arménie bylo až do roku 1045. V tomto „městě 1001 kostelů“ žilo na vrcholu slávy až 200 000 lidí a patřilo k největším na světě (v 18. století však zcela zaniklo). Ašotova velkorysá podpora výstavby klášterů, kostelů a paláců v Ani mu vynesla přízvisko Voghormata (Milostivý). Novým jevem za vlády Ašota III., který pokračoval i za jeho nástupců, bylo zřízení „podkrálovství“ na území bagratovské Arménie. Ašot III. tak svého bratra Mušegha I. ustanovil vládcem v Karsu (Vanandu) a dovolil mu užívat titul krále. Stejně přisoudil správní obvod Dzoraget u jezera Sevan svému synovi Gurgenovi a rovněž mu dal titul krále. Tato „správní reforma“ fungovala velmi dobře, dokud v Ani seděl silný král (zejména sám Ašot III.), udržující si jasnou dominanci nad podkráli. V delším časovém horizontu se však ukázala jako jeden z faktorů, který zemi rozklížil.
K tomu se naneštěstí na konci 10. století přidružilo posílení Byzance, jejíž císař Basileios II. Bulgaroktonos zaznamenal takové úspěchy v bojích s Araby, že se cítil dost silný na to znovu ovládnout Arménii. Prvním regionem, který jí uzmul, byl Taron, následoval Vaspurakan. Pak již Basil vyvinul tlak i na dynastii Bagratuni. Král Hovhannes-Smbat v roce 1022 slíbil, že po jeho smrti připadne království Byzantincům. Když v roce 1041 skutečně zemřel, jeho nástupce Gagik II. odmítl vydat Ani a pokračoval v odporu proti Byzanci až do roku 1045, kdy jeho království, sužované vnitřními a vnějšími hrozbami, definitivně zaniklo, ovládnuto zcela Byzantskou říší.

## Arménské království v Kilíkii

Území arménského státu v Kilíkii

Po byzantské armádě brzy následovaly další. Část východní Arménie ovládla muslimská sallaridská dynastie a roku 1064 vstoupili do Ani Seldžukové. Když seldžučtí Turci porazili roku 1071 Byzantince v bitvě u Mantzikertu, padla do jejich rukou i celá Arménie. To již byla pro Arménce i velká hrozba ideová. Před islamizací tak z Arménie prchly tisíce lidí, včetně bagratovské královské rodiny. Usadili se v Kilíkii, na území dnešního Turecka (a zčásti Sýrie), při pobřeží Středozemního moře. Území tehdy ovládala Byzanc a byzantský správce Arménům umožnil zde nalézt nový domov. Ti však brzy ustavili i vlastní stát, který měl dokonce v určitých úsecích (zejména v letech 1198–1375) nezávislost. Tento státní útvar je znám jako Arménské království v Kilíkii.
První pokus o vytvoření arménského knížectví v Kilíkii učinil již bývalý generál císaře Romana IV. Philaretos Brachamios, zhruba v letech 1078–1085. Ten ještě ztroskotal, ale jedním z osadníků, které Philaretos pozval, byl i Ruben, který byl úzce spřízněn s posledním bagratunidským arménským králem Gagikem II. Ruben se proti Byzanci postavil roku 1080 a zřídil vlastní knížectví. Jím založená dynastie je zvána rubenidská. K upevnění arménské moci velmi přispěly křížové výpravy. V křižácích Arméni v Kilíkii získali mocné spojence, díky kterým Kilíkii osvobodili od Turků a zabezpečili ji založením křižáckých států Edesské hrabství a Antiochijské knížectví.

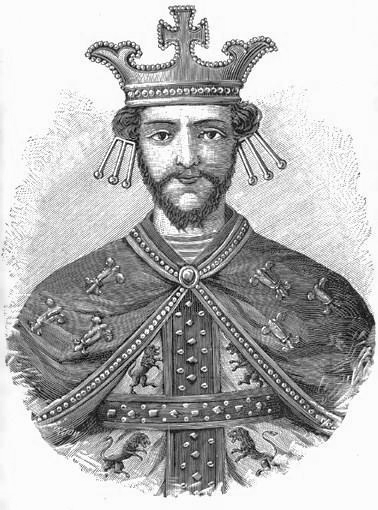
První arménský král v Kilíkii Lev I.

Ve 12. století Arméni unikli jen těsně uvržení zpět pod byzantskou nadvládu. Kníže Lev I. připojil arménská pobřežní města pod vládu Arménského knížectví, čímž upevnil svou obchodní dominanci v oblasti. V roce 1137 byl však Lev I. poražen a s několika dalšími členy své rodiny zajat byzantským císařem Janem II. Komnenem, který Kilíkii nepřestal považovat za byzantskou provincii. Lev I. zemřel ve vězení o tři roky později. Jeho nástupce Thoros II. byl také uvězněn, ale roku 1141 se mu podařilo uprchnout a postavit se znovu do čela protibyzantské politiky v Kilíkii. Zpočátku byl úspěšný, ale nakonec roku 1158 odpřisáhl svou věrnost císaři Manuelu I.
V roce 1187 se moci chopil kníže Lev II. a stal se nejdůležitější postavou exilového arménského království. Během své vlády čelil vládcům z Konyi, Aleppa i Damašku. Tímto připojil ke Kilíkii nová území a zdvojnásobil rozlohu arménského státu. Také vynaložil velké úsilí na rozšíření arménské vojenské moci. V té době egyptský sultán Saladin svou invazí do Jeruzalémského království velmi oslabil křižácké státy a bezprostředně vyvolal třetí křížovou výpravu. Lev II. z této situace profitoval zlepšením svých vztahů s Evropany. Díky podpoře římsko-německého císaře Fridricha I. Barbarossy a jeho syna Jindřicha VI. bylo Arménské knížectví povýšeno na království. Roku 1198 byl Lev II. korunován a stal se prvním arménským králem v Kilíkii pod jménem Lev I.
Koruna poté přešla prostřednictvím druhého manželství Lvovy dcery Isabely na jeho rivaly z rodu Hethumidů. V té době původní vlast za Kavkazem dobyli další uchvatitelé, Mongolové. Tento osud se ale Kilíkii vyhnul, protože se Mongolové nikdy nepokusili si ji podrobit. Ba naopak, hethumidští králové navázali s mongolským Ílchanátem přátelské vztahy. Hethumidé vládli až do zavraždění krále Lva V. roku 1341. Poté byl králem zvolen Leonův bratranec Guy de Lusignan, který vládl jako Konstantin IV. Arménský. Dynastie Lusignan byla francouzského původu, se silnou oporou v Kyperském království. Když se Lusignanové chopili moci, pokusili se v Arménii prosadit katolictví. Místní arménští šlechtici tomu byli nakloněni, avšak rolnictvo se postavilo ostře proti. Výsledkem bylo povstání. Neuspělo a království přestalo být arménským. Brzy přestalo existovat úplně, když ho rozvrátili muslimští Mamlúkové (1375). Poslední král Lev VI. zemřel roku 1393 v exilu v Paříži. Poslední nezávislá arménská entita tak byla zničena.Třicet tisíc Arménů pak opustilo kilíckou pevninu a usadilo se na Kypru, kde žili pod francouzskou a poté benátskou vládou až do roku 1489. Arméni, kteří zůstali v Kilíkii, zde zachovávali arménskou populaci až do Arménské genocidy roku 1915. Někteří jejich potomci žijí dodnes v Libanonu a vůbec rozptýleni v celé Arménské diaspoře.

## Perská nadvláda
Původní zakavkazská domovina Arménů, ovládnutá Peršany, byla s rozmachem Osmanské říše zmítána přetahováním mezi Peršany a Osmany. Boje byly nekonečné, například v letech 1513–1737 změnil Jerevan svého hegemona čtrnáctkrát. Víceméně se ale ustálil model (zejména po míru z Amasye z roku 1555, a po podepsání smlouvy v Zuhabu roku 1639), že západní Arménie byla osmanská, zatímco východní Arménie (což značilo území celé současné Arménské republiky) byla až do 19. století safíovská, tedy perská, potažmo íránská.
Boje však byly kruté a Arménie byla jejich obětí – katastrofálním byl především rok 1604, kdy perský šáh Abbás I. Veliký (ačkoli jinak znám jako vládce tolerantní ke křesťanům) táhl Arménií a aby oslabil osmanskou převahu, zvolil taktiku spálené země. Města i vesnice byly vypalovány a obyvatelstvo se muselo přidat k postupující armádě. Vykořeněno bylo takto 300 000 lidí. Všichni, kdo se vzepřeli rozkazu opustit domov, byli zabiti. Zničen byl i jediný most přes řeku Araxes, takže když pak davy dostaly rozkaz se přes řeku přebrodit, mnoho lidí se v prudkém proudu utopilo. Dav vyhnanců brzy zasáhl i hlad, výjimkou nebyl kanibalismus. Historici se neshodují v počtu obětí, ale nejobvyklejší odhad mluví o 150 000 mrtvých. Abbás nicméně díky této brutální strategii Turky (načas) opravdu porazil.
Koncem 18. století se o oblast začalo zajímat imperiální Rusko. V roce 1804 napadl Pavel Cicianov íránské město Gjandža a zmasakroval mnoho jeho obyvatel, zatímco zbytek utekl hlouběji do vnitrozemí Íránu. Byl to začátek rusko-perské války (1804–1813). Válka, znovu velmi krutá i pro Arménii, skončila jasným vítězstvím Rusů. Gulistanská smlouva pak přinutila Írán k neodvolatelnému zřeknutí se řady území na Kavkaze, mj. Dagestánu, Gruzie a většiny území dnešního Ázerbájdžánu. Arménie prozatím zůstala perská, nicméně s územními ztrátami se Peršané nesmířili a vyvolali další válku. Další rusko-perská válka probíhala v letech 1826–1828 a pro Peršany dopadla ještě katastrofálněji. Tentokrát Rusům připadla, krom jiného, i Arménie (smlouvou z Turkmenchaje). Tím začala ruská nadvláda nad arménským územím.

## Ruská nadvláda

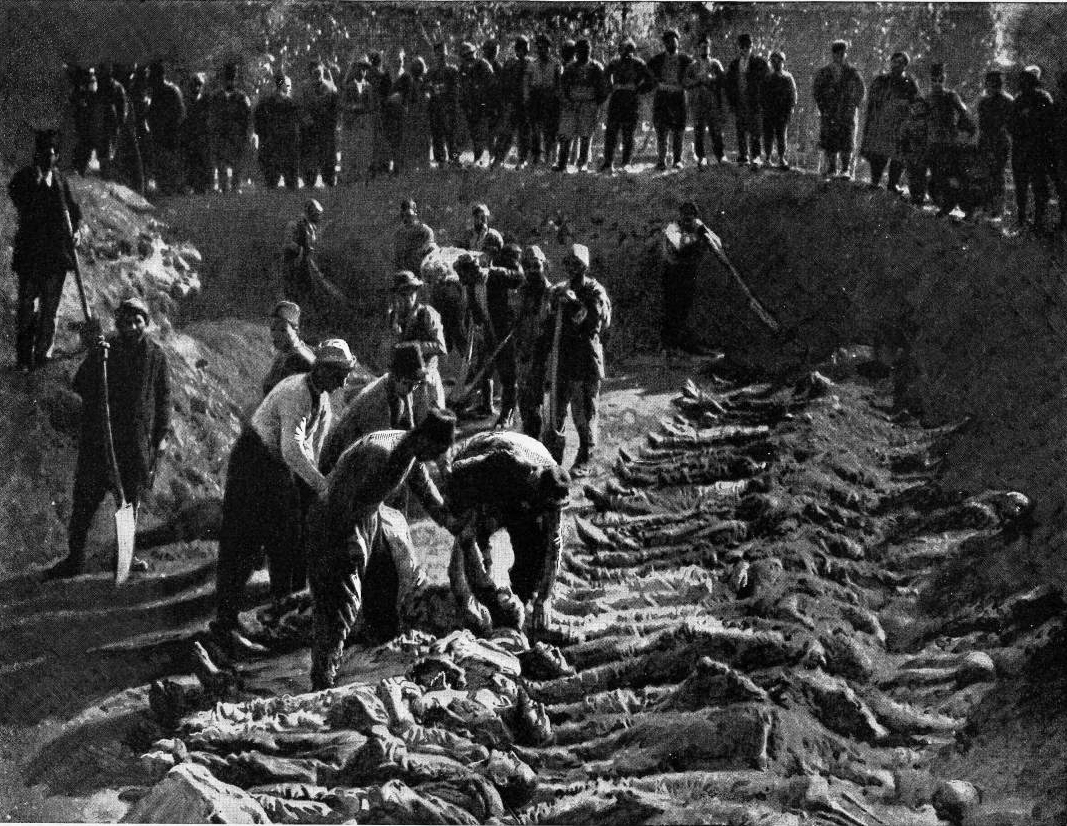
Hamídijské masakry

Zpočátku Arméni přivítali ruskou nadvládu s nadšením, zvlášť když car vyzval arménskou diasporu, aby se navrátila do osvobozené vlasti. Týkalo se to zejména Arménů na perských územích. 57 000 Arménů se odtud skutečně vydalo osídlit pravlast, opačným směrem mířilo asi 35 tisíc muslimů. Ačkoli Rusové neuvažovali o tom, že by Arménii udělili samostatnost a učinili jí pouze svou provincií (nazvali ji „provincie Jerevan“), Arménům se zdálo, že alespoň z hlediska národního přežití je ruský vliv v oblasti požehnáním. Na druhou stranu, rodící se moderní národ a jeho politická reprezentace se nemohly vyhnout tématu nezávislosti. Žádali nejen osvobození od Osmanů, na územích, kde nad Armény stále vládli (situace tam byla velmi tristní), ale v konečném důsledku i osvobození z nadvlády ruské. Osmanský problém byl nicméně palčivější, což uznávaly všechny rodící se politické síly: roku 1885 vznikla první politická strana Armenakan, v roce 1887 byla založena sociálnědemokratická strana (v Ženevě) a roku 1890 Arménská revoluční federace (v Tbilisi), nakonec největší a nejvlivnější. ARF byla socialistickou a nacionalistickou silou. Její význam spočíval v tom, že na osmanských územích vytvářela vojenské jednotky, které chránily arménské vesnice před stále četnějšími masakry.
V roce 1839 se situace osmanských Arménů sice mírně zlepšila poté, co Abdülmecid I. provedl na svém území reformy zvané tanzimatu. Jeho následovníci však reformy zastavili, navíc evropské mocnosti, namlsané vytlačením Osmanů ze Srbska, Moldávie, Rumunska a Řecka, podepsaly roku 1878 berlínskou smlouvu, kde si vyhradily právo na humanitární intervenci v arménský prospěch. Abdulhamid II. (vládl 1876–1909) v reakci zahájil „výstražné“ masakry Arménů známé jako hamídijské masakry. Probíhaly v letech 1895–96, jejich obětí bylo 80–150 tisíc Arménů. Vedly i k neúspěšnému arménskému pokusu o atentát na sultána a byly neblahou předzvěstí ještě horší národní tragédie. V roce 1909 se odehrál další masakr v Kilikii. Zabito bylo 30 000 Arménů. Iniciátorem byla turecká strana Jednota a pokrok (tzv. mladoturci).

## Arménská genocida

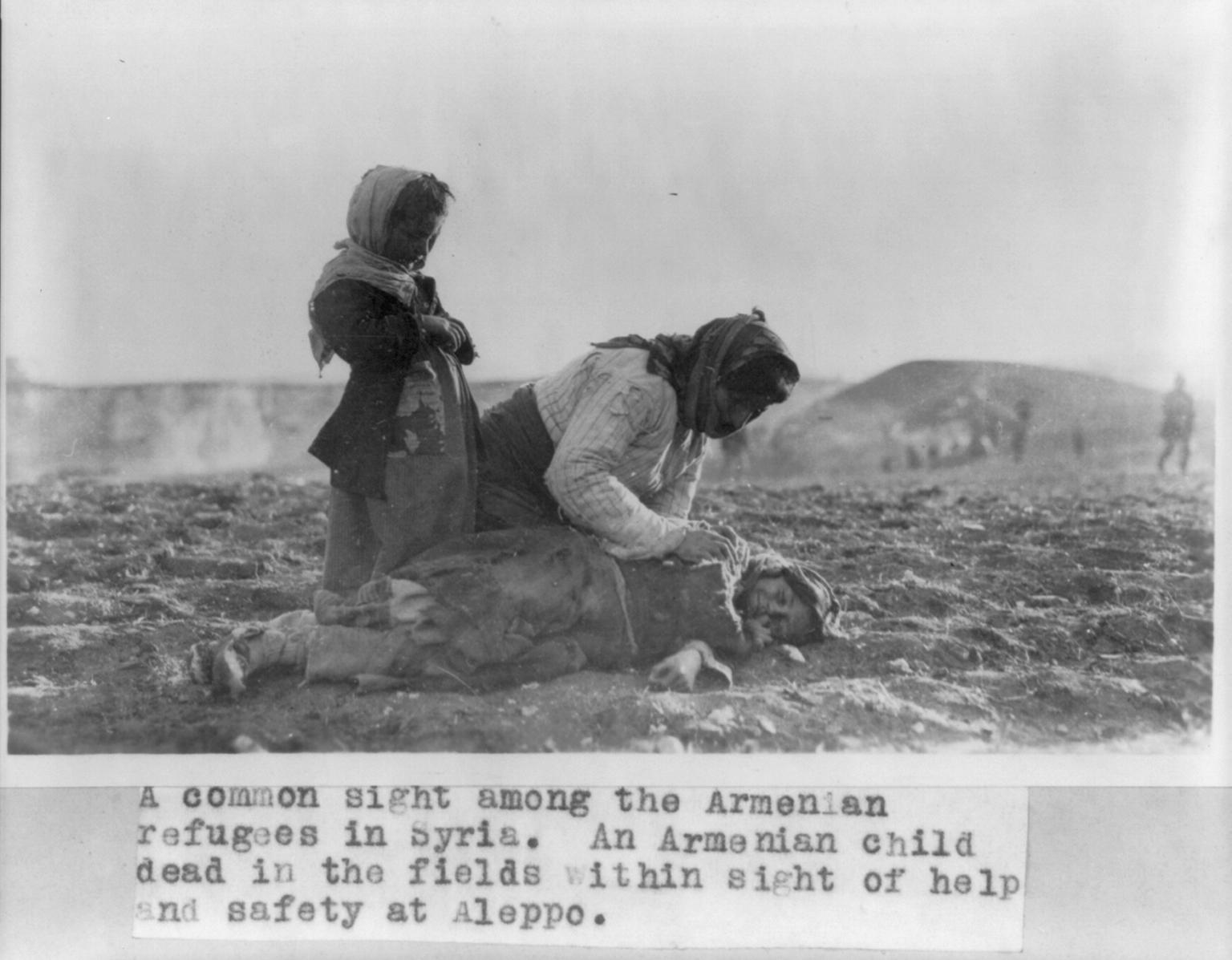
Arménka klečí u mrtvého dítěte během arménské genocidy

Smyčka kolem arménského krku se začala stahovat v roce 1912, kdy vypukla první balkánská válka, která skončila porážkou Osmanské říše, při níž přišla o 85 % evropského území. Významným důsledkem bylo masové vyhnání muslimů z Balkánu. Až 850 000 z těchto uprchlíků se usadilo v oblastech osídlených Armény. Nevraživost mezi nově příchozími a Armény prudce vzrostla, právě tito frustrovaní Turci sehráli později v masakrech klíčovou roli. Celá osmanská společnost však byla tímto přílivem uprchlíků rozlícena a zemi zachvátily protievropské a protikřesťanské nálady. V této situaci přišla první světová válka.
2. listopadu 1914 se Osmanská říše zapojila do světové války na straně centrálních mocností (Německa a Rakousko-Uherska). Dostala se tak do války s Ruskem. V lednu 1915 se turecká 3. armáda střetla s ruskými vojsky na arménském území a byla v bitvě u Šarikamiše poražena. Arméni byli neoprávněně obviněni z toho, že byli jako „pátá kolona“ příčinou turecké porážky. Vládní strana Jednota a pokrok („mladoturci“) začala připravovat na vlastním území pomstu. Z bývalých kriminálníků byly vytvořeny vojenské oddíly, tzv. čete. Tato komanda od května 1915 deportovala Armény z východních provincií směrem ke koncentračnímu táboru v Aleppu. Většina z nich tento transport, při drastických podmínkách, které panovaly (hlad, žízeň, nemoci), nepřežila. Ti, kteří měli větší předpoklady k přežití (mladí muži), byli rovnou popraveni. Ti, kteří přežili přesun do Aleppa, byli v další etapě posláni přes Syrskou poušť do tábora Dajr az-Zaur v Mezopotámii a pokud i to přežili, vyhnali je do pouště, kde neměli nejmenší šanci, nebo je zaživa upálili. Za oběť tomuto běsnění padlo 1,5 milionu Arménů. Povětšinou je tato tragédie označována za první moderní genocidu.
V situaci chaosu války byly hlasy upozorňující na genocidu (americký velvyslanec v Turecku Henry Morgenthau nebo německý kněz Johannes Lepsius) jen ojedinělé a měly malý dopad. Po válce kemalovské Turecko nejenže odmítlo odpovědnost za cokoli z dějin Osmanské říše, ale zvolilo (až do dnešních dnů) politiku zamlčování a popírání genocidy. Ostatní muslimské státy ho v tom podporují. Vlády USA a Británie odmítají uznat masakry Arménů za genocidu, především s ohledem na Turecko jako významného člena NATO a regionálního spojence. Arméni po válce alespoň naplánovali odvetnou akci zvanou operace Nemesis. V rámci ní byli hlavní strůjci genocidy za svůj podíl postupně zlikvidováni prostřednictvím série atentátů.

## První republika

Vlajka Zakavkazské federace

Po únorové revoluci v Rusku a uchopení moci prozatímní vládou se moci na území Zakavkazska chopil tzv. Speciální zakavkazský komitét, který byl prodlouženou rukou ruské prozatímní vlády, nicméně to, že úředníky na arménských územích byli jmenováni zejména Arméni, dávalo naději na minimálně autonomii po válce.
Bolševická Říjnová revoluce v roce 1917 však vyvolala na Kavkaze neklid. Jednak bolševici uzavřeli s Tureckem mír (tzv. Mír z Erzincanu), navíc se kavkazským národům představa života pod bolševickou vládou nelíbila. Političtí představitelé zakavkazských území (Gruzíni, Arméni a muslimové z Ázerbájdžánu) se sjeli na tzv. Kavkazský sněm a v únoru 1918 vyhlásili nezávislou Zakavkazskou demokratickou federativní republiku. Kavkazský sněm, který se nyní nemohl opřít o Rusko, byl ovšem nucen jednat s Turky a přijmout ne zrovna dobré podmínky. Konference v Trabzonu měla nepříznivý dopad zejména na Arménii. Zakavkazská republika musela vyklidit celou západní (osmanskou) Arménii a ještě se vzdát některých východních arménských území s městy Batumi, Kars a Ardahan. Turci na těchto územích okamžitě zahájili brutální politiku vůči Arménům a Zakavkazská republika tak „dodala“ Turkům další tisíce obětí Arménské genocidy.

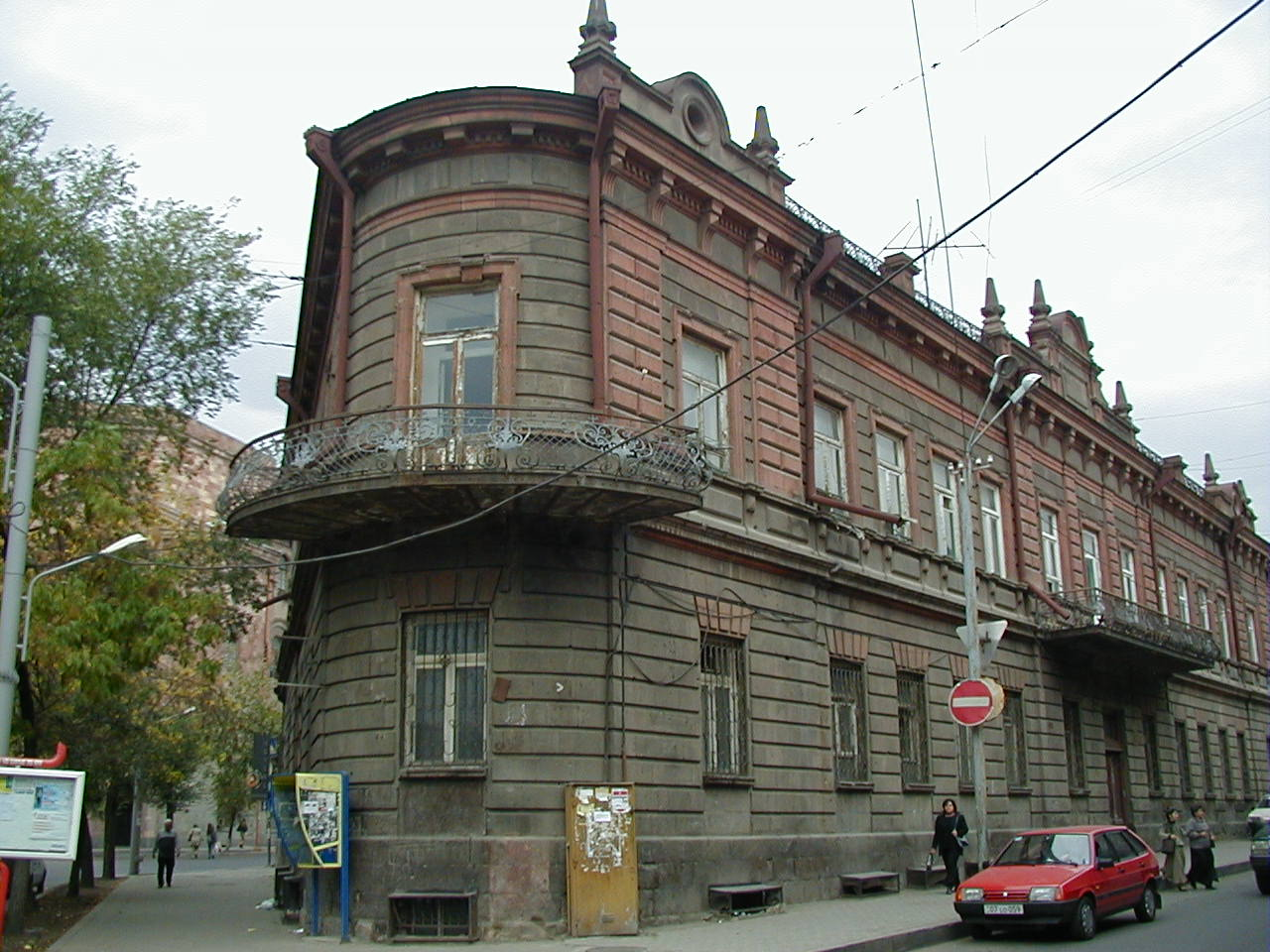
Sídlo arménského parlamentu v roce 1918

Další mírová konference se konala v Batumi v květnu 1918. Turci ještě více přitlačili na pilu. Žádali další území, arménská města Gjumri a Ečmiadzin a dokonce gruzínské Tbilisi. Vyděšení gruzínští delegáti se 26. května 1918 odtrhli od Zavavkazské republiky, která tím zanikla. Vznikly tři nástupnické státy: Arménská demokratická republika (Armény dnes nazývaná obvykle První republika), Gruzínská demokratická republika a Ázerbájdžánská demokratická republika.
Žádné oslavy nezávislosti se však v Arménii nekonaly, bylo jasné, že malá republika bude nyní snadným soustem pro Osmany. Ti také skutečně brzy obsadili město Ečmiadzin a měli tak otevřenou cestu k postupu na Jerevan. Arménská armáda však Turky nečekaně porazila v bitvách u Sardarabadu a Karakilisu v květnu 1918 a odvrátila tak úplnou katastrofu.
Na uhájených územích se začal rozvíjet samostatný stát. V mnoha oblastech se dařilo. Arméni z americké diaspory začali vytvářet právní systém. Smlouvou ze Sèvres, kterou uzavřely vítězné mocnosti války s Osmany, se Turci vzdávali nároku na všechna arménská území a nový stát uznaly Spojené státy, Británie i Německo.
Byly tu ale i problémy, mezi nimi i národnostní menšiny. Kurdové a Ázerbájdžánci tvořili v některých oblastech dokonce většinu populace. Arménů bylo v novém státě 800 000, příslušníků jiných národností 100 000. 300 000 Arménů byli uprchlíci před genocidou z Osmanské říše. Mezi nimi se rychle začal šířit tyfus[nepřesný odkaz]. Propadali navíc frustraci a šířila se mezi nimi kriminalita.

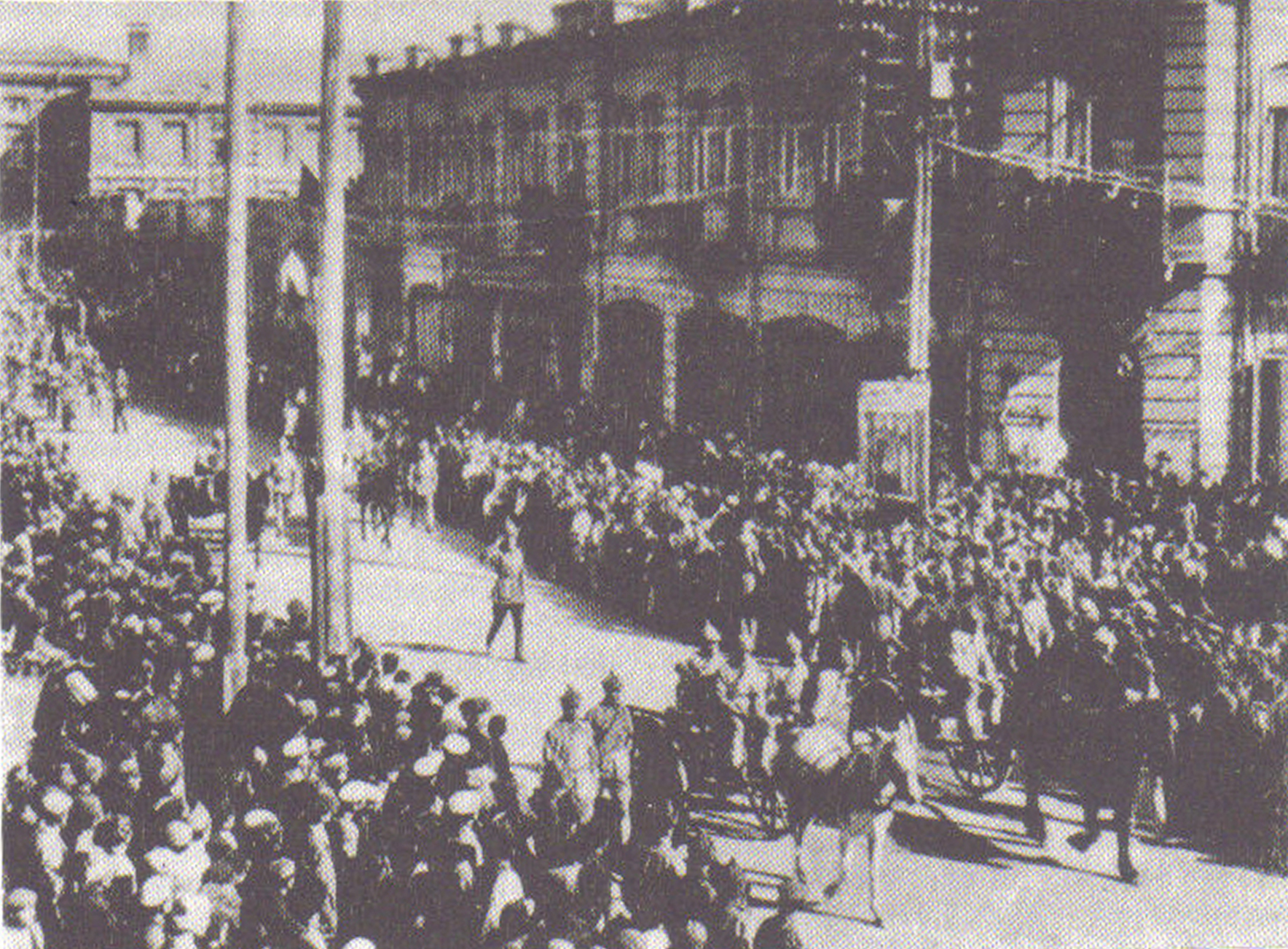
Rudá armáda vstupuje v roce 1920 do Jerevanu

Dalším problémem byly územní spory. S Gruzií o provincii Lori, která připadla Gruzii, ač byla osídlena Armény. Arménská armáda na Gruzii zaútočila, ale po počátečních úspěších musela ustoupit. Klid zajistili Britové, kteří provincii obsadili a vytvořili z ní neutrální zónu. Napětí mezi Arménií a Gruzií ale zůstalo. Ještě napjatější vztahy měla Arménie s Ázerbájdžánci. Ti nárokovali města Gjandža, Batumi, Kars a dokonce hlavní město Jerevan. Výsledkem byla i tentokrát válka. Skončila patem, který nikoho neuspokojil. Náhorní Karabach a Nachičevan připadl Ázerbájdžánu, provincie Sjunik se stala součástí Arménie. Arméni v Náhorním Karabachu se však s tímto výsledkem nikdy nesmířili a vznikl tak konflikt, který doutná dodnes. Arméni v novém státě čelili i jednomu separatistickému pokusu, když v prosinci 1918 Turek Fakhr al-Din Pirioghla vyhlásil v západní Arménii tzv. Jihozápadní kavkazskou republiku. Republika se měla stát loutkovým státem Osmanů, pokus však zlikvidoval zásah Britů.
Nadějnou konsolidaci nového státu zmařil vývoj v Osmanské říši. Tamější dynastie tam byla svržena a nacionalisté vedení Mustafou Kemalem vyhlásili tureckou republiku. Problém byl, že Kemal neuznával sèvreskou smlouvu. V září 1920 turecká armáda zaútočila na Arménii. Ke zděšení Arménů za pomoci sovětského Ruska, které Turkům dodalo zbraně. Na podzim 1920 museli Arméni požádat o mír. Smlouva z Alaxandopole v prosinci 1920 byla pro Armény tvrdá, vláda se zavázala odevzdat Turkům obrovská území. Sověti však měli Arménii přesně tam, kde ji potřebovali mít. V listopadu 1920 arménští bolševici svrhli vládu a požádali sovětské Rusko o ochranu. I mnozí jiní Arméni v tom viděli jedinou cestu, jak Turkům neodevzdat území podle alaxandopolské smlouvy. Na konci listopadu 1920 obsadila území Arménie Rudá armáda. Rusové a Turci pak v říjnu 1921 podepsali Karskou smlouvu, která upravovala hranice mezi oběma státy. Do čela Arménie instalovali komunistu Aleksandra Mjasnikjana. Ten zemi v roce 1922 přičlenil k Zakavkazské sovětské republice, tedy k Sovětskému svazu.

## Sovětská Arménie

Vlajka Arménské sovětské socialistické republiky

Zakavkazská sovětská federativní socialistická republika zanikla v roce 1936 a vznikla Arménská sovětská socialistická republika. Tím se Arménie „vrátila na mapu“.
Stalin v roce 1929 zahájil represe arménské církve. V roce 1938 zavraždil jejího vůdce Chorena Muradpekjana a uzavřel sídlo církve ve Vagharšapatu. Církev pak fungovala jako podzemní nebo v diaspoře. V rámci tzv. Velké čistky nechal Stalin zlikvidovat celé vedení Komunistické strany Arménie, mj. za pomoci jiného Arména, Anastase Mikojana. V rámci Velké čistky bylo popraveno 4 530 Arménů, obviněni byli většinou z arménského nacionalismu, nebo obvyklého trockismu. Popraven byl i slavný básník Jeghiše Čarenc. Jak bylo pro stalinistickou éru typické, přesouvaly se i tisíce lidí. Desítky tisíc Arménů byly deportovány ve 30. letech na Sibiř. K dalším deportacím Arménů z pobřežní oblasti došlo v roce 1948, kdy bylo 58 000 údajných příznivců Arménské revoluční federace a Řeků nuceno přestěhovat se do Kazachstánu.
Za druhé světové války represe ustaly, protože Stalin potřeboval Arménii jako dobře fungující zázemí fronty. Byl povolen církevní život, ba i projevy arménského nacionalismu. Stalin slíbil útok na Turecko a boj o některá ztracená arménská území, jejichž ztrátu roku 1925 posvětil sovětsko-tureckou smlouvou (k tomuto boji ale nikdy nedošlo). Řada Arménů paradoxně válku prožila jako „zlaté časy“, neboť Arménii se vyhnula i fronta a přímé boje na svém území nezažila. To se ovšem netýkalo mladých arménských mužů. Narukovalo jich půl milionu a polovina se z války nevrátila. Čtyři Arméni si vysloužili hodnost maršála Sovětského svazu: Ivan Christoforovič Bagramjan, Ivan Stěpanovič Isakov, Amazasp Chačaturovič Babadžaňan a Sergej Alexandrovič Chuďakov. Stalin, vědom si obrovských populačních ztrát, po válce udělal kampaň mezi arménskou diasporou v zahraničí. Sovětský svaz nabídl zahraničním Arménům uhradit cestu a byt zdarma, pokud se vrátí do vlasti. 150 000 z nich tuto nabídku akceptovalo. Výhody přidělené reemigrantům budily nevoli u starousedlíků. Nově příchozí nicméně brzy pocítili represe, neboť tajná policie mnohé podezřívala z napojení na zahraniční tajné služby a nacionalistické emigrantské kruhy. Tisíce jich skončily v gulagu, nebo byli deportováni na Sibiř.
Ihned po Stalinově smrti se Arménii ulevilo. Roku 1955 se katholikos vrátil do svého úřadu. 24. dubna 1965 zaplavily Jerevan desítky tisíc Arménů, aby připomněly světu hrůzy arménské genocidy. Jednalo se o první veřejnou demonstraci v SSSR, která měla nacionální příchuť. Protože však útočila na Turecko, které bylo členem NATO, úřady to akceptovaly.
V éře perestrojky, tedy během uvolnění režimu za vlády Michaila Gorbačova ve druhé polovině 80. let, se objevily první demonstrace vyjadřující nespokojenost se sovětskou mocí. Nejprve šlo zejména o témata ochrany životního prostředí. Spolu s neklidem v Náhorním Karabachu se na demonstracích začaly objevovat i první nacionalistická hesla a volání po samostatnosti.

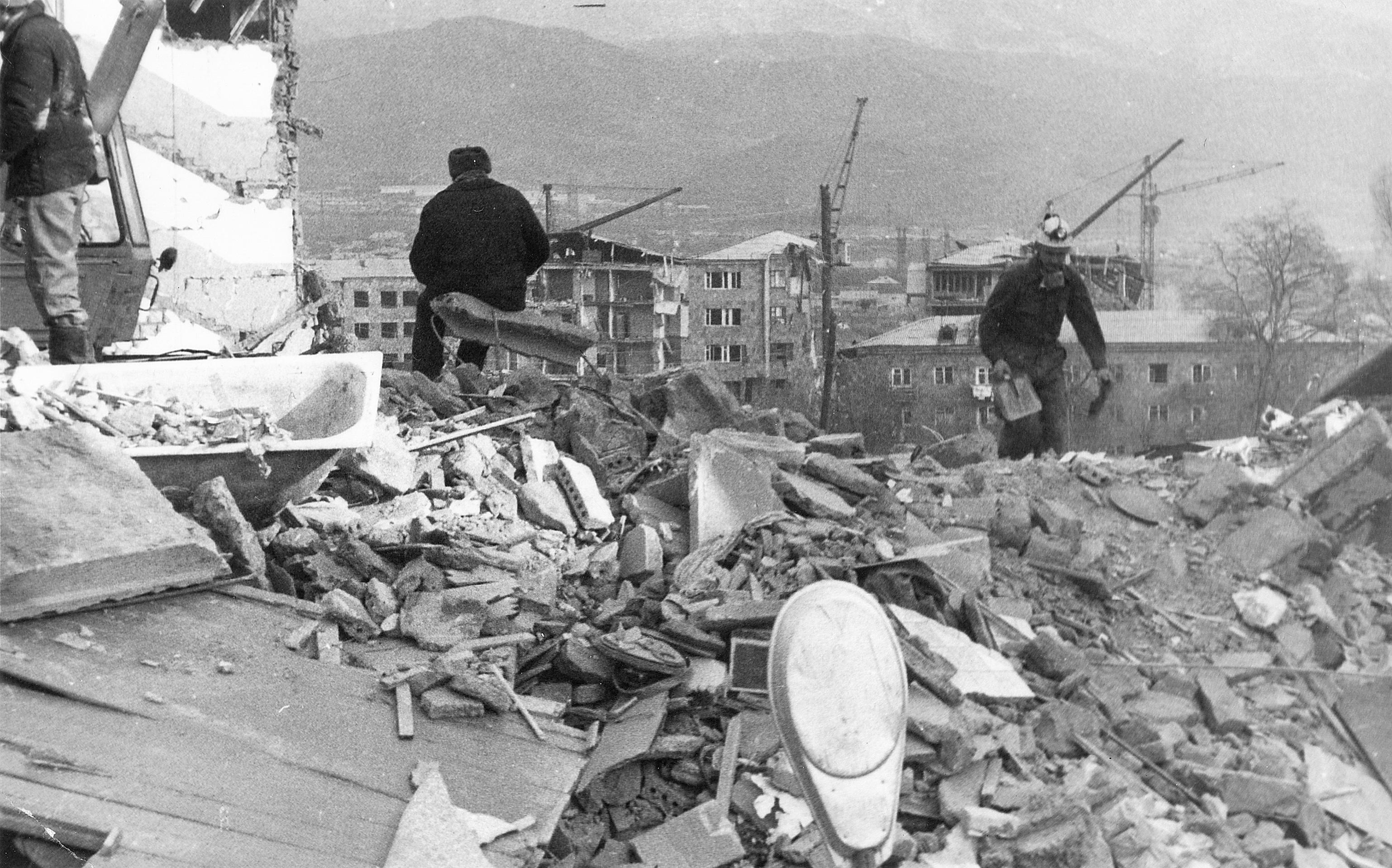
Zemětřesení v roce 1988, město Spitak

V roce 1988 zasáhlo Arménii velké zemětřesení, s epicentrem nedaleko města Spitak. Organizace zdravotnictví kompletně selhala, což do jisté míry přispělo k celkovému padesátitisícovému počtu obětí. 541 000 lidí se navíc ocitlo bez přístřeší. Orgány státní správy přiznaly svou bezmocnost tím, když na své území, poprvé v historii SSSR, přizvaly zahraniční humanitární organizace. Mnoho Arménů v následujících měsících emigrovalo. Lidé také začali veřejně požadovat zpřísnění norem pro výstavbu nových budov a lepší organizaci záchranných složek. Při zemětřesení vydržely paradoxně starší stavby, ty postavené v nedávné době spadly. Důvěra v sovětský režim tak zkolabovala.

## Spor o Náhorní Karabach
Ale ještě před rozpadem SSSR se objevily boje mezi Ázerbájdžánci a Armény.
V roce 1920 nesouhlasil sovětský Ázerbájdžán s připojením Náhorního Karabachu, který byl z velké většiny osídlen Armény, k sovětské Arménii, a tak byl spolu s Nachičevanem roku 1923 připojen k Ázerbájdžánu. Během sovětské éry Arménie bezúspěšně usilovala o připojení Karabachu ke svému území.
Roku 1987 se zformovalo arménské hnutí za připojení k Arménii. V říjnu toho roku pak Ázerbájdžán zakázal výuku arménských dějin na karabašských školách. Snahy Moskvy o urovnání konfliktu byly neúspěšné, a tak byl Náhorní Karabach v lednu 1988 podřízen přímo ústřední vládě SSSR. S tímto postupem nesouhlasila ani jedna strana.

Arménští vojáci ve válce o Náhorní Karabach roku 1994

V roce 1988 začaly boje mezi Arménií a Ázerbájdžánem o tuto oblast, které se ještě vyostřily po rozpadu SSSR. Turecko na protest proti obsazení Náhorního Karabachu uzavřelo arménské hranice. 28. listopadu 1989 byl vrácen pod správu Ázerbájdžánu, ale Arménie ho hned 1. prosince anektovala. V letech 1991 až 1994 probíhala o karabašské území mezi oběma zeměmi válka. Dočasným východiskem se stalo příměří z 16. května 1994, které vydrželo až do roku 2020. Výsledkem byl Karabach z 92,5 % ovládaný arménsko–karabašskými silami, které měly pod kontrolou také dalších 5 celých okresů (a 2 částečně) mimo vlastní Karabach. Celkově tak karabašští Arméni kontrolovali 13,4 % rozlohy Ázerbájdžánu. Vojenské zásahy byly doprovázeny exodem azerských a arménských menšin z území sousedního státu. Z Ázerbájdžánu odešlo 413 000 Arménů, zatímco Arménii v důsledku konfliktu opustilo 724 000 Azerů. Po arménském vítězství ve válce o Náhorní Karabach Ázerbájdžán a Turecko uzavřely své hranice s Arménií a zavedly blokádu, což vážně poškodilo ekonomiku začínající republiky.

## Samostatnost
Arménie vyhlásila svrchovanost 23. srpna 1991. Poté se konalo referendum o odtržení. Zastánci samostatnosti v něm drtivě zvítězili a 21. září 1991 Arménie vyhlásila samostatnost. K mezinárodnímu uznání však došlo až po rozpuštění Sovětského svazu 25. prosince 1991.
Prvním prezidentem nového státu byl lidovým hlasováním 16. října 1991 zvolen Levon Ter-Petrosjan, vůdce Karabašského hnutí, jež vzniklo v roce 1988 v Arménii i Karabachu a usilovalo o připojení Horního Karabachu k Arménii. Roku 1996 byl znovuzvolen, ale opozice vedená Vazgenem Manukjanem uspořádala proti výsledku voleb demonstrace, které násilně potlačila armáda. Petrosjan též zakázal stranu Arménská revoluční federace s odůvodněním, že má zahraniční vedení, což ústava zakazuje.

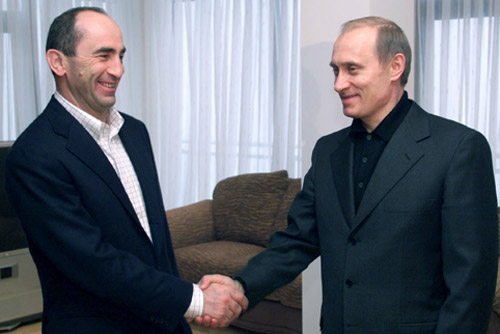
Robert Kočarjan a ruský prezident Vladimir Putin roku 2002

Po sporech s premiérem Robertem Kočarjanem a ministrem obrany Vazgenem Sarkisjanem o Náhorní Karabach (Petrosjan prosazoval smířlivé řešení, což vládní politici odmítali) nakonec roku 1998 odstoupil. Ve funkci ho nahradil Kočarjan (který byl v roce 1992 prvním premiérem Republiky Náhorní Karabach).
Dohodu s Ázerbájdžánem nový prezident nenašel, ale ekonomicky zemi nastartoval – za jeho vlády v letech 1998–2008 rostl arménský HDP v průměru o 12 procent ročně. Za jeho vlády došlo ke dvěma násilným incidentům, jednak ke střelbě v arménském parlamentu roku 1999, při níž byl zastřelen tehdejší premiér Vazgen Sarkisjan. Motivace činu byly nejasné, vůdce atentátníků přicestoval do Arménie roku 1997 z Ruska, nicméně opozice vedená Ter-Petrosjanem připisovala odpovědnost Kočarjanovi. V roce 2008 pak zvítězil ve volbách Serž Sarkisjan, nicméně poražený kandidát Ter-Petrosjan uspořádal velké protesty proti údajnému volebnímu podvodu. Kočarjan dal pokyn k tvrdému zásahu policie, načež bylo zastřeleno deset lidí (událost je v Arménii známa jako Marti mek). Kočarjan pak načas zavedl cenzuru médií a na dvacet dní vyhlásil výjimečný stav.

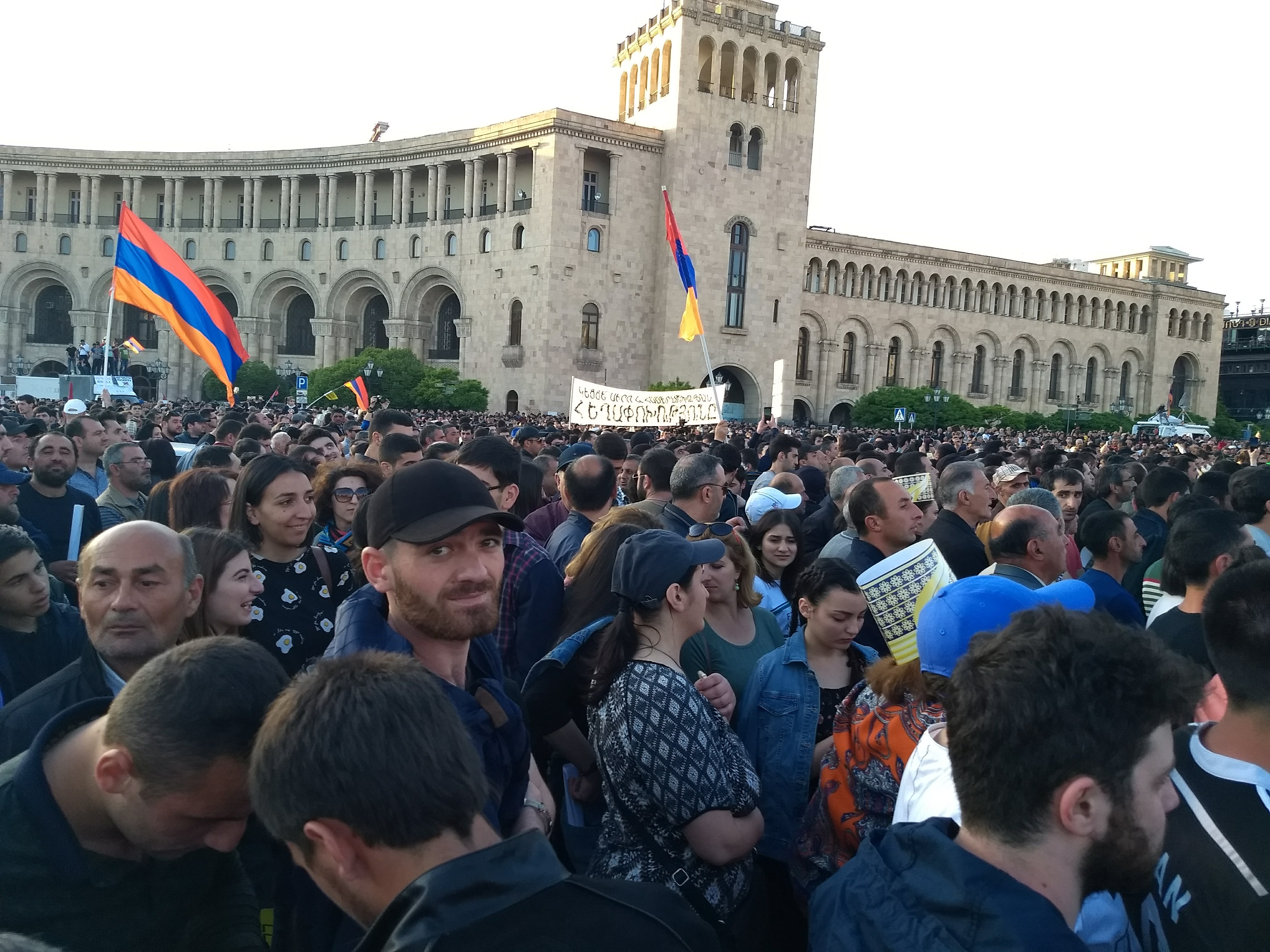
Protesty roku 2018

Sarkisjan ve funkci pak navázal vztahy s Tureckem a uzavřel řadu obchodních dohod s Ruskem. Vztahy s Ázerbájdžánem se však nezlepšily, naopak roku 2009 a 2016 znovu propukly boje ve sporných oblastech.
Významný neklid v Arménii vypukl roku 2018 poté, co prezident Sarkisjan skončil ve funkci a vzápětí se ujal funkce premiéra. Demonstranti si vynutili jeho odchod a zvolení Nikoly Pašinjana. 26. července 2018 byl zatčen bývalý prezident Kočarjan a obviněn z rozbití ústavního pořádku během nepokojů v roce 2008.